# سولمیژتسه (استان ووتسکی)
سولمیژتسه (به لهستانی:  Sulmierzyce) یک روستا در لهستان است که در گمینا سولمیژتسه واقع شده‌است. سولمیژتسه ۱٬۴۰۰ نفر جمعیت دارد.